# Konferencja Episkopatu Skandynawii
Konferencja Episkopatu Skandynawii (szw. Nordiska biskopskonferensen, łac. Conferencia episcopalis Scandia, KES) - instytucja zrzeszająca biskupów Kościoła katolickiego z krajów skandynawskich: Islandii, Norwegii, Szwecji, Danii i Finlandii, posiadająca osobowość prawną. Nie jest dużą organizacją, gdyż we wszystkich diecezjach do niej należących mieszka ok. 250 tys. katolików.

## Historia

### Początki
Za początek skandynawskiej konferencji biskupów można uznać rok 1923, kiedy doszło do spotkania wikariusza apostolskiego diecezji sztokholmskiej bpa dra Johannesa Erika Müllera z wikariuszem apostolskim Danii bp. Josefem Bremsem oraz wikariuszem apostolskim Norwegii bp dr Johannesem Olavem Smitem, podczas którego rozmawiali na temat sytuacji zakonów żeńskich w Skandynawii oraz mieli zająć się wspólnie przygotowaniem wizyty kardynała Wilhelma Marinusa von Rossum, prefekta Kongregacji Krzewienia Wiary, która była pierwszą od czasów reformacji wizytą w tej części Europy tak wysokiego hierarchy katolickiego.
Kolejny synod biskupów odbył się w dwóch etapach. Najpierw 12 sierpnia 1923 w Sztokholmie. Na tym spotkaniu bp Müller zaproponował ściślejszą współpracę duchowieństwa z krajów skandynawskich, którzy mieli działać w ramach katolickiego kongresu z siedzibą w Kopenhadze. Do drugiego zebrania doszło 15 sierpnia 1923 w Helsinkach, na którym debatowano o potrzebie utworzenia seminarium duchownego dla krajów nordyckich, na co zwrócił uwagę kard. van Rossum.
W lutym następnego roku doszło do kolejnego spotkania hierarchów, tym razem zebrali się bez konkretnego zadania, a w celu czysto informacyjnym. Do zebrania dołączył prefekt apostolski Islandii bp Martin Meulenberg.
W sierpniu 1932 miała miejsce kolejna konferencja biskupów w Sztokholmie, która odbywała się pod nazwą Nordyckiego Kongresu Eucharystycznego, w którym gościnnie udział wzięli: kard. van Rossum i kard. August Hlond, prymas Polski i arcybiskup gnieźnieńsko-poznański. Nie podjęto na niej żadnych konkretnych decyzji. 

### Powstanie konferencji
W czasie II wojny światowej (1939-1945) spotkania biskupów były znacznie utrudnione. W międzyczasie biskupi skandynawscy uzyskali zgodę Watykanu na utworzenie wspólnej konferencji biskupów. Do jej utworzenia doszło między 11 a 14 czerwca 1946, kiedy to miało miejsce zebranie wszystkich biskupów nordyckich. Ustalono wtedy ramy organizacyjne współpracy, fundusze oraz zajęto się sprawą zakonów i kształcenia przyszłych księży. 

### Działalność konferencji
Kolejne konferencje odbywały się m.in. w: Oslo (wrzesień 1951), Bergen (maj 1960) i Helsinkach (27 września 1984), gdzie ustalono, że biskupi będą się stale spotykać w stałym, określonym czasie, a na miejsce obrad wyznaczono Sztokholm. W 2009 przeniesiono ją do Kopenhagi.

## Skład KES
W skład Konferencji Episkopatu Skandynawii wchodzi obecnie 7 biskupów, reprezentujących 7 diecezji i niezależnych prefektur apostolskich.

### Struktura organizacyjna
- Zgromadzenie Ogólne – posiedzenie wszystkich biskupów, zbiera się dwa razy w ciągu roku, jego głównymi zadaniami są:
  - promocja pracy duszpasterskiej,
  - koordynacja pracy duszpasterskiej w diecezjach,
  - podejmowanie decyzji odnoszących się do wszystkich diecezji,
  - utrzymywanie kontaktów z innymi Kościołami chrześcijańskimi i innymi episkopatami narodowymi,
- Rada Stała - składa się z prezydium, w którego skład wchodzi m.in. przewodniczący i sekretarz generalny, ma prawo podejmować decyzje w pilnych sprawach,
  - Przewodniczący Konferencji Episkopatu Skandynawii - bp Erik Varden (od IX 2024)
  - Wiceprzewodniczący Konferencji Episkopatu Skandynawii - bp Raimo Goyarrola (od IX 2024)
  - Sekretarz Generalny Konferencji Episkopatu Skandynawii - bp Bernt Ivar Eidsvig
- Sekretariat
- Ekonom
- Komisje, Zespoły, Rady powoływane do spraw bieżących (w skład tych ostatnich mogą wchodzić niżsi duchowni oraz świeccy)

## Przewodniczący KES
| L.p. | Imię i nazwisko                          | Lata      | Informacje dodatkowe            |
| ---- | ---------------------------------------- | --------- | ------------------------------- |
| 1    | bp John Edward Taylor, O.M.I.            | 1970-1973 | biskup diecezjalny sztokholmski |
| 2    | bp Paul Verschuren, S.C.I                | 1973-1978 | biskup diecezjalny helsiński    |
| 3    | bp John Willem Nicolaysen Gran, O.C.S.O. | 1978-1986 | biskup diecezjalny Oslo         |
| 4    | bp Paul Verschuren, S.C.I.               | 1986-1998 | biskup diecezjalny helsiński    |
| 5    | bp Gerhard Schwenzer, SS.CC.             | 1999-2005 | biskup diecezjalny Oslo         |
| 6    | bp Anders Arborelius, O.C.D.             | 2005-2015 | biskup diecezjalny sztokholmski |
| 7    | bp Czesław Kozon                         | 2015-2024 | biskup diecezjalny kopenhaski   |
| 8    | bp Erik Varden O.C.S.O.                  | od 2024   | biskup-prałat Trondheim         |